# 民主主義科学者協会
民主主義科学者協会（みんしゅしゅぎかがくしゃきょうかい）は、かつて存在した日本のマルクス主義者が中心となった研究者の団体。略称は民科（みんか）。「民主主義科学」「国民的科学」の発展をはかることを目的としていた。全国、分野横断学術団体としてはすでに消滅しているが、後述のように分野別、地域別組織としては21世紀の今日まで活動を継続しているものもある。

## 概要
- 1946年1月12日創立[3]。
- 初代会長は数学者の小倉金之助、事務局長はホグベン著『百万人の数学』などを翻訳した数学者、科学史家の今野武雄[4]。
- 創立当時の会員は180名。いわゆる進歩的文化人や一般市民・学生なども加入し、1950年前後の最盛時に、114の地方支部、1772名の専門会員、8243名の普通会員がおり、米軍占領期の学会・言論界に大きな影響力をもった[5]。
- 主にマルクス主義者が中心となり構成された[6][1]。
- 機関紙としては、『民主主義科学』（1946年12月1日創刊、第6号から『社会科学』と改題して民科社会科学部会の機関紙となり、1948年12月廃刊）、1948年4月25日創刊の『科学者』（1951年12月『科学文化ニュース』と改題、1953年3月廃刊）などがあった[5]。その他、『民科学術通信』、『国民の科学』、『自然科学』、『理論[注釈 1]』などの多様な機関紙誌を発行[7]。
- 専門分野の研究は宗教、哲学、歴史、水産、経済、農業、教育、心理、言語科学、法律、政治、婦人問題、芸術、生物学、地学団体研究（地団研）、自然科学などの専門部会で行われた。

## 解体過程
民科の指導部は実質的に日本共産党の影響下にあったが、発足当時の民科では共産党の政治的指導はゆるやかであった。1950年代に入ると日本共産党（所感派）の手で、民科内部に政治的課題が持ち込まれた。1952年に民科書記局員だった石母田正は「国民的科学の創造」を提唱し、民科の路線も「国民的科学の創造と普及」を目的としたものに変化する。政治と科学の結合をめざした運動中心の考え方は、共産党と無縁な学者や学生の離反をもたらした。1955年、共産党が六全協で路線転換を行うと、民科指導部も混乱して求心力をうしなった。1956年、ソビエトでのスターリン批判にともない、民科が支持していたミチューリン農法の正当性が否定されたことも大きな打撃となった。科学者・研究者からの支持を失い指導部も混乱した結果、機関誌「国民の科学」は停刊し、1950年代末から1960年代前半頃にかけて大部分の部会は実質的に解体した。1956年の第11回全国大会開催を最後に民科本部としての正常な運営体制が崩壊し、翌1957年に本部事務所を閉鎖、事務局を解散した。その後一部の部会は独立した研究団体となり、活動を続けた。他方、弱体化・解体の最大の要因は財政問題であるとの柘植正臣の述懐もある（柘植『民科と私』勁草書房）。

## 各部会活動の継続と転換
各部会のなかで、現在、「民主主義科学協会」または「民科」の名前を残して活動を継続しているのは、「法律部会」、「歴史部会」のみ。
1950年に発足した「民科京都支部歴史部会」は、「京都民科歴史部会」と名称を変更し、歴史科学協議会の地域組織として活動を継続。
1941年4月に創立され、戦中戦後の混乱で活動を中断していた科学史学会の有志の一部が1946年秋ごろから「民科科学部」主催の毎月の科学史研究会に協力していたが、1948年に科学史学会を再建してこれに移行した。
1948年に民科歴史部会の中に、労働運動史研究会が設けられ、その後、独立したかたちで労働運動史研究会が設立して活動を続けた。
「民科理論生物学研究会」からは、「日本生物科学者協会」が生まれ、研究誌「生物科学」の発行など、活動を継続している。
1950年に発足した「民科大阪支部農業部会」からは「農業理論研究会」が生まれ、現在も活動を続けている。
1954年に生まれた「民科蚕糸班」は、1960年から「民科蚕糸技術研究会」となり、2001年まで、「民主主義科学協会」の名前を冠して活動していた。
「民科地学団体研究部会」は「地学団体研究会」となり活動を継続している。
「民科言語科学部会」を母体として、イワン・パブロフの脳科学理論を基礎に、1951年に「児童言語研究会」が発足する一方、活動全般を引き継いで、「言語学研究会」が生まれた。ともに活動を継続中。
これらは運動体というより学会・研究会として活動しており、民科の当初の目的・活動はむしろ日本科学者会議に引き継がれている。

## 1950年代以前に出版された主な刊行物
- 協会名義
  - 科学年鑑〈1947年版〉民主主義科学者協会
  - 科学年鑑〈1948年)  民主主義科学者協会
  - 講座資本論の解明〈第1-第5〉民主主義科学者協会 (1951年-1952年)
  - ソ同盟における社会主義の経済的諸問題　民主主義科学者協会　 (1953年)
  - 科学者憲章 世界科学者連盟　民主主義科学者協会 (1954年)
  - 経済学教科書学習講座　民主主義科学者協会 (1956年)
- 農業部会
  - 日本農業年報 (1948年-1950年) 民主主義科学者協会農業部会
- 自然科学部会
  - 死の灰のゆくえ 民主主義科学者協会自然科学部会共同デスク (1954年)
- 生物部会
  - 生物の集団と環境(科学文献抄　第23)  民主主義科学者協会生物学部会 (1950年)
  - 生物の変異性(科学文献抄　第25)  民主主義科学者協会生物学部会 (1953年)
  - 比較生化学入門(現代科学叢書　第12) 民主主義科学者協会生物部会物質代謝研究会  E.ボールドウィン (1954年)
- 物理部会
  - 日本の原子力問題　民主主義科学者協会物理部会 (1953年)
- 地学団体研究会
  - 地球進化論―ソヴェト科学アカデミーの成果　民主主義科学者協会地学団体研究会 (1954年)
  - 科学をわれらの手で  民主主義科学者協会地学団体研究部会 (1955年)
  - 地球の起源 (岩崎新書) 民主主義科学者協会地学団体研究会 　レーヴィン (1956年)
- 法律部会
  - 法社会学の諸問題　民主主義科学者協会法律部会 (1950年)
- 心理学部会
  - 児童心理学　民主主義科学者協会心理部会 A.V.ザポロージェツ (1956年)
- 芸術部会
  - 芸術研究〈第2〉 民主主義科学者協会芸術部会 (1947年)
  - 芸術研究 民主主義科学者協会芸術部会 (1948年)
  - 大衆芸術論 民主主義科学者協会芸術部会 (1948年)
  - ゲーテ作品と世界観 民主主義科学者協会芸術部 (1949年)
  - 綜合ゲーテ研究 民主主義科学者協会芸術部会 (1949年)
  - 国民文学論―これからの文学は誰が作りあげるか  民主主義科学者協会芸術部会(1953年)
- 歴史部会
  - 日本の歴史民主主義科学者協会歴史部会　歴史学研究会 (1950年)
  - 世界歴史講座〈第1〉 民主主義科学者協会歴史部会 (1953年)
- 宗教研究会
  - 共産主義と宗教の将来 民主主義科学者協会宗教研究会 (1949年)